# 49ª Armata combinata
La 49ª Armata combinata (in russo 49-я общевойсковая армия?, 49-ja obščevojskovaja armija; unità militare 35181) è una formazione delle Forze terrestri russe, facente parte del Distretto militare meridionale e con base a Stavropol', capoluogo del territorio omonimo. L'armata comprende formazioni e unità militari dispiegate sul territorio di 4 entità costituenti la Federazione Russa e oltre i suoi confini nei territori di Stavropol e Krasnodar, Adighezia, Karačaj-Circassia e la Repubblica di Abcasia.

## Storia
La 49ª Armata fu costituita il 7 agosto 1941 sulla base delle direttive del Comando supremo sovietico del 6 agosto 1941. Entro il 17 agosto 1941 le formazioni militari dell'armata vennero dispiegate nell'area di Dorogobuž.
Il 13 ottobre 1941, la 49ª Armata entrò a far parte del Fronte Occidentale e si riorganizzò nella regione di Kaluga, sulla linea difensiva di Možajsk. L'esercito iniziò a condurre operazioni di combattimento durante l'operazione difensiva della linea Možajsk-Malojaroslavec (10-30 ottobre). Successivamente, nel corso di feroci battaglie dal 14 al 20 novembre, le formazioni dell'armata sconfissero il XIII. Armeekorps tedesco e all'inizio di dicembre fermarono l'offensiva nemica sulla linea a ovest di Serpuchov e Suchodol, per poi partecipare a un contrattacco nei pressi di Mosca, liberando Juchnov, Smolensk e El'nja.
Il 24 aprile 1944, la 49ª Armata fu trasferita al 2º Fronte Bielorusso. In estate, le sue truppe parteciparono alla sconfitta delle truppe tedesche in Bielorussia. Durante l'offensiva di Mogilev, dal 23 al 28 giugno, il 49° sfondò le linee tedesche, attraversando i fiumi Basya, Rasta e Dnepr prima di assaltare la città di Mogilev insieme alla 50ª Armata il 28 giugno.
Nel gennaio 1945 partecipò alle offensive della Prussia orientale (13 gennaio - 25 aprile), nel febbraio - marzo - nella Pomerania orientale (10 febbraio - 4 aprile). Durante quest'ultimo, il 21 febbraio, le sue truppe liberarono la città di Czersk, l'8 marzo la città di Kościerzyna e il 30 marzo, insieme alla 2ª Armata d'assalto e alla 65ª e 70ª Armata, catturarono la città e la fortezza di Danzica. Nel 1945, la 49ª Armata partecipò all'offensiva finale su Berlino e, sul fiume Elba, si ricongiunse con la 2ª Armata inglese alleata. Nell'agosto del 1945, la 49ª Armata combinata fu sciolta e il suo comando operativo venne riutilizzato per la formazione del Distretto militare di Gorkij.

### Ricostituzione
L'armata è stata ricostituita nel 2010 con la direttiva del Ministro della difesa della Federazione Russa del 18 luglio. Il suo quartier generale è stato stabilito nell'ex Istituto di comunicazioni di Stavropol' delle Forze missilistiche strategiche. Con la costituzione dell'armata, la 34ª Brigata fucilieri motorizzata da montagna è stata subordinata ad essa.

### Invasione russa dell'ucraina
Alla fine del 2021 la 34ª Brigata è stata trasferita in Crimea. Nel febbraio 2022 l'armata si è diretta verso le regioni di Cherson e Zaporižžja, occupandosi del fronte meridionale durante l'invasione dell'Ucraina. 
Il 12 e 13 marzo 2022 il capo del dipartimento ricognizione di artiglieria dell'armata e il capo di stato maggiore di un battaglione della 227ª Brigata artiglieria, tenente colonnello Vjačeslav Savinov e maggiore Sergej Rezničenko, sono stati uccisi in combattimento. Il 24 marzo successivo Oleksij Arestovyč, consigliere del capo dell'Ufficio del Presidente dell'Ucraina, ha riferito che durante la controffensiva nell'Ucraina meridionale le forze ucraine hanno colpito il posto di comando della 49ª Armata. Il giorno seguente, il 25 marzo 2022, fonti ucraine hanno riferito che il comandante della 49ª Armata combinata, tenente generale Jakov Rezancev, è stato ucciso nel villaggio di Čornobaïvka nella regione di Cherson. La morte del generale non è stata confermata dal governo russo.
Nel settembre 2022 il capo di stato maggiore della 227ª Brigata artiglieria, tenente colonnello Gadžikurban Magomedov, è stato ucciso da un attacco missilistico contro la sua auto a Nova Kachovka. Il 2 ottobre successivo il capo di stato maggiore della 7ª Base militare "Krasnodar", colonnello Vladimir Rogalev, è rimasto ucciso in un attacco missilistico ucraino. Tre giorni dopo è esplosa l'auto del vice comandante della 7ª Base, tenente colonnello Igor' Ščerbak, con lui al suo interno.
Il 26 ottobre 2023 il 32º Reggimento genio dell'armata è stato insignito del titolo di unità delle guardie. Il 5 e il 13 dicembre 2024 la 34ª Brigata e la 205ª Brigata sono state a loro volta insignite del titolo onorifico. Il 21 luglio 2025 anche la 227ª Brigata artiglieria è stata promossa a unità delle guardie.

## Ordine di battaglia
- 34ª Brigata fucilieri motorizzata da montagna delle guardie (unità militare 01485)
- 205ª Brigata fucilieri motorizzata cosacca delle guardie (unità militare 74814)
- 227ª Brigata artiglieria delle guardie "Tallinn" (unità militare 13714)
- 1ª Brigata missilistica delle guardie "Orša" (unità militare 31853)
- 90ª Brigata missilistica contraerea (unità militare 54821)
- 66ª Brigata comando "Odessa" (unità militare 41600)
- 99ª Brigata logistica (unità militare 72153)
- 17º Reggimento difesa NBC (unità militare 32751)
- 32º Reggimento genio delle guardie (unità militare 23094)
- 217º Battaglione guerra elettronica (unità militare 87530)
- 19ª Compagnia specnaz (unità militare 82760)
- 107ª Unità topografica (unità militare 35182)
- 689º Centro comando intelligence (unità militare 87528)
- 7ª Base militare "Krasnodar" (unità militare 09332)

## Comandanti

### Prima formazione
- Colonnello generale Ivan Zacharkin (agosto 1941 - giugno 1943)
- Tenente generale Ivan Grišin (giugno 1943 - 9 luglio 1945)
- Tenente generale Jan Dzenit (luglio 1945 - agosto 1945) ad interim

### Seconda formazione
- Maggiore generale Sergej Kuralenko (gennaio 2011 - maggio 2012)[18]
- Tenente generale Viktor Astapov (maggio 2012 - dicembre 2013)
- Tenente generale Sergej Sevrjukov (dicembre 2013 - luglio 2019)[19]
- Maggiore generale Michail Zus'ko (luglio 2019 - agosto 2020)
- Tenente generale Jakov Rezancev (agosto 2020 - 2023)[20]
- Colonnello Sergej Leonov (2023)[21] ad interim
- Tenente generale Michail Kosobokov (2023 - in carica)